# Jule Gregory Charney
Jule Gregory Charney (São Francisco (Califórnia), 1 de janeiro de 1917 — Boston, 16 de junho de 1981) foi um meteorologista estadunidense.
Era filho de judeus russos falantes da língua iídiche. Obteve o grau de bacharelato em matemática em 1938, Master of Arts em 1940 e Ph.D. em meteorologia em 1946, todos na Universidade da Califórnia em Los Angeles.